# 彼得·希特利
彼得·希特利（英語：Peter Heatly，1924年6月9日—2015年9月17日），英国男子跳水运动员。他曾代表苏格兰参加1950年、1954年和1958年大英帝国和英联邦运动会跳水比赛，获得三枚金牌、一枚银牌和一枚铜牌。